# Gelderse Diep
Het Gelderse Diep is een kanaal in Flevoland. Het kanaal loopt vanaf de woonbuurten Griend, Kamp, Wold en Horst van de wijk Boswijk in Lelystad in oostelijke richting langs het Gelderse Hout naar de kruising van de Lage Vaart en de Oostervaart. Het kanaal heeft niet alleen een afwateringsfunctie, maar ook een recreatieve functie ten behoeve van de watersport en de recreatievaart. De vroegere verbinding met het Havendiep is gedempt.